# 最高檢察署檢察總長
中華民國最高檢察署檢察總長（簡稱檢察總長）為最高檢察署的首長，也是中華民國檢察體系的最高首長。
最初稱「檢察長」，下級檢察署設首席檢察官，《法院組織法》於石明江任內修訂，改為最高檢設「檢察總長」，下級檢察署設檢察長。

## 資格
依《司法人員人事條例》第16條之規定，最高檢察署檢察總長，應就具下列資格之一，並有領導才能者遴任之：
- 曾任司法院大法官、最高法院院長、最高行政法院院長或懲戒法院院長者。
- 曾任最高法院法官、最高檢察署檢察官、高等法院院長或高等檢察署檢察長合計五年以上者。
- 曾任實任法官、檢察官十年以上，或任實任法官、檢察官並任司法行政人員合計十年以上者。

## 任命與任期
原本檢察總長依《法院組織法》第66條之規定，為特任官，實際上均由總統任命，需立法院同意，有任期限制。
由於檢察總長為檢察體系的最高首長，原直接由總統任命，不需經立法院同意，又無任期限制。為了防止政治干預司法，有立法委員遂提案要求修改檢察總長的提名任命方式以及建立任期制（法院組織法第66條修正）。後來在2006年1月13日立法院通過修正，明訂檢察總長由總統提名，經立法院同意後任命，任期4年，且不得連任。而在檢察總長任滿前1個月，總統應向立法院提出新任檢察總長人選。
但修正條文施行後，陳水扁總統第一次提名之檢察總長被提名人謝文定檢察官即被立法院否決（2006年4月11日），也引發了修正案並未防止「政治干預司法」，只是從「行政干預」改成「立法干預」而已的爭議。2007年1月18日，高雄高分檢檢察長陳聰明在民進黨與親民黨力挺、國民黨投無效票的情況下，獲得立法院過半數同意，成為首位由總統提名，經立法院同意後任命的檢察總長，開始檢察總長需民意機關同意任命的時代。

## 職掌
檢察總長除執掌機關首長的職務外，並擁有提出非常上訴的權限。

## 歷任首長[1]
| 任次     | 姓名   | 就任時間      | 卸任時間       | 備註 |
| 檢察長   | 檢察長 | 檢察長        | 檢察長         | 檢察長                                                                                                   |
| -------- | ------ | ------------- | -------------- | --- |
| 1        | 鄭烈   | 1928年12月1日 | 1948年12月31日 | 離任後由楊兆龍代理。                                                                                     |
| 代理     | 楊兆龍 | 1949年1月1日  | 1949年5月31日  | |
| 2        | 朱煥彪 | 1949年6月1日  | 1952年1月4日   | |
| 3        | 趙琛   | 1952年1月23日 | 1969年9月19日  | |
| 4        | 王建今 | 1969年12月4日 | 1986年6月30日  | 任內改制院檢分隸                                                                                         |
| 檢察總長 |        |               |                | |
| 5        | 石明江 | 1986年7月1日  | 1992年5月17日  | 任內將「檢察長」更名為「檢察總長」                                                                       |
| 6        | 陳涵   | 1992年5月18日 | 1997年5月4日   | |
| 7        | 盧仁發 | 1997年5月5日  | 2004年8月31日  | |
| 8        | 吳英昭 | 2004年9月1日  | 2007年1月23日  | 請辭後因未立即生效，故處於「請辭待命」階段， 直到與陳聰明交接後，請辭獲准                                |
| 9        | 陳聰明 | 2007年1月24日 | 2010年1月25日  | 首任經立法院同意後任命的檢察總長，遭監察院彈劾而請辭。 請辭後由曾勇夫、林偕得先後代理。                  |
| 代理     | 曾勇夫 | 2010年1月26日 | 2010年3月21日  | |
| 代理     | 林偕得 | 2010年3月22日 | 2010年4月18日  | |
| 10       | 黃世銘 | 2010年4月19日 | 2014年4月6日   | 因涉入九月政爭被以洩密罪起訴，2014年3月21日一審判有罪後請辭， 2014年4月3日總統准辭。准辭後由林偕得代理。 |
| 代理     | 林偕得 | 2014年4月7日  | 2014年5月7日   | |
| 11       | 顏大和 | 2014年5月8日  | 2018年5月7日   | 任內「最高法院檢察署」改名「最高檢察署」                                                                 |
| 12       | 江惠民 | 2018年5月8日  | 2022年5月7日   | |
| 13       | 邢泰釗 | 2022年5月8日  | 現任           | |

## 外部連結
- 檢察總長簡介-最高檢察署 （页面存档备份，存于）
- 最高檢察署 （页面存档备份，存于）
- 法務部所屬機關介紹 （页面存档备份，存于）